# Safuwan Baharudin
Muhammad Safuwan bin Baharudin (22 settembre 1991) è un calciatore singaporiano, difensore del Selangor.

## Carriera

### Club
Ha giocato nella prima divisione singaporiana, in quella australiana ed in quella malese.

### Nazionale
Ha esordito in nazionale nel 2010.

## Statistiche

### Cronologia presenze e reti in nazionale
| Cronologia completa delle presenze e delle reti in nazionale ― Qatar | Cronologia completa delle presenze e delle reti in nazionale ― Qatar | Cronologia completa delle presenze e delle reti in nazionale ― Qatar | Cronologia completa delle presenze e delle reti in nazionale ― Qatar | Cronologia completa delle presenze e delle reti in nazionale ― Qatar | Cronologia completa delle presenze e delle reti in nazionale ― Qatar | Cronologia completa delle presenze e delle reti in nazionale ― Qatar | Cronologia completa delle presenze e delle reti in nazionale ― Qatar |
| Data                                                                 | Città                                                                | In casa                                                              | Risultato                                                            | Ospiti                                                               | Competizione                                                         | Reti                                                                 | Note                                                                 |
| -------------------------------------------------------------------- | -------------------------------------------------------------------- | -------------------------------------------------------------------- | -------------------------------------------------------------------- | -------------------------------------------------------------------- | -------------------------------------------------------------------- | -------------------------------------------------------------------- | -------------------------------------------------------------------- |
| 14-11-2019                                                           | Doha                                                                 | Qatar                                                                | 2 – 0                                                                | Singapore                                                            | Amichevole                                                           | -                                                                    | 37’                                                                  |
| 19-11-2019                                                           | Al Muharraq                                                          | Yemen                                                                | 1 – 2                                                                | Singapore                                                            | Qual. Mondiali 2022                                                  | -                                                                    |                                                                      |
| Totale                                                               |                                                                      | Presenze                                                             | 2                                                                    |                                                                      | Reti                                                                 | 0                                                                    |                                                                      |